# Граф де Ла-Пуэбла-де-Монтальбан
Граф де Ла-Пуэбла-де-Монтальбан — испанский дворянский титул. Он был создан 18 октября 1573 года королем Испании Филиппом II для Хуаны де Карденаса и Фигероа, которой было разрешено использовать этот титул, будучи вдовой Алонсо Тельес-Хирона, 3-го сеньора де Ла-Пуэбла-де-Монтальбан. Несмотря на вышесказанное, их сын Хуан Пачеко и Карденас считался 1-м графом де Ла-Пуэбла-де-Монтальбан.
Название графского титула происходит от названия муниципалитета Ла-Пуэбла-де-Монтальбан, провинция Толедо, автономное сообщество Кастилия-Ла-Манча.

## Графы де ла Пуэбла-де-Монтальбан
|                                             | Титул                                                                       | Период                                      |
| Креация создана королем Испании Филиппом II | Креация создана королем Испании Филиппом II                                 | Креация создана королем Испании Филиппом II |
| ------------------------------------------- | --------------------------------------------------------------------------- | ------------------------------------------- |
| I                                           | Хуан Пачеко и Карденас                                                      | 1573 — 1590                                 |
| II                                          | Хуан Габриэль Пачеко и Толедо                                               | 1590 — 1666                                 |
| III                                         | Хуан Франсиско Пачеко Тельес-Хирон и Фернандес де Веласко                   | 1666 — 1718                                 |
| IV                                          | Мануэль Гаспар Алонсо Гомес де Сандоваль                                    | 1718 — 1732                                 |
| V                                           | Франсиско Хавьер Пачеко Тельес-Хирон                                        | 1732 — 1750                                 |
| VI                                          | Андрес Мануэль Альфонсо Пачеко Тельес-Хирон и Толедо                        | 1750 — 1789                                 |
| VII                                         | Диего Антонио Фернандес де Веласко Лопес Пачеко и Тельес-Хирон              | 1789 — 1811                                 |
| VIII                                        | Бернардино Фернандес де Веласко Пачеко и Тельес-Хирон                       | 1811 — 1851                                 |
| IX                                          | Бернардина Мария Фернандес де Веласко Пачеко Тельес-Хирон и Рока де Тогорес | 1851 — 1869                                 |
| X                                           | Франсиско де Борха Тельес-Хирон и Фернандес де Веласко                      | 1869 — 1897                                 |
| XI                                          | Луис Мария Тельес-Хирон и Фернандес де Кордова                              | 1897 — 1909                                 |
| XII                                         | Мариано Тельес-Хирон и Фернандес де Кордова                                 | 1909 — 1931                                 |
| XIII                                        | Анхела Мария Тельес-Хирон и Дуке де Эстрада                                 | 1931 — 2015                                 |
| XIV                                         | Анхела Мария де Солис-Бомонт и Тельес-Хирон                                 | 2016 — настоящее время                      |

## История графов де ла Пуэбла-де-Монтальбан
- Хуана де Карденас и Фигероа (? — 1580), получила разрешение носить титул графини де ла Пуэбла-де-Монтальбан, вдова Алонсо Тельес-Хирона, 3-го сеньора де Ла-Пуэбла-де-Монтальбан. Дочь Алонсо Портокарреро и Карденаса, 1-го сеньора де лас Сиргадас, и Эльвиры де Фигероа и Толедо. Ей наследовал в 1573 году их сын:

- Хуан Пачеко и Толедо Карденас (ок. 1535 — 2 октября 1590), считается 1-м графом де ла Пуэбла-де-Монтальбан.
  - Супруга — Хуана Суарес де Толедо и Сильва, 4-я сеньора де Гальвес, дочь Франсиско Суареса де Толедо, сеньора де Гальвес, и Каталины Давилы. Ему наследовал их внук, сын Алонсо Тельес-Хирона и Суареса (1560—1590) и Марии де ла Серда:

- Хуан Габриэль Пачеко и Толедо (17 марта 1590 — 12 июля 1666), 2-й граф де ла Пуэбла-де-Монтальбан.
  - Супруга — Изабель де Мендоса и Арагон (? — 1660), дочь Энрике де Арагона и Мендосы, кавалера Ордена Сантьяго, и Анны де ла Серда. Ему наследовал его внук, сын Мельчора Тельес-Хирона и Пачеко (1623—1650), и Хуаны де Веласко и Товар:

- Хуан Франсиско Пачеко Тельес-Хирон и Фернандес де Веласко (8 июня 1649 — 25 августа 1718), 3-й граф де Ла-Пуэбла-де-Монтальбан, 1-й маркиз де Менас-Альбас.
  - Супруга — Изабель Мария Гомес де Сандоваль и Хирон (? — 1653), 4-я герцогиня де Уседа, 4-я маркиза де Бельмонте, дочь Гаспара Тельес-Хирона и Сандоваля, 5-го герцога де Осуна, и Феличе Гомес де Сандоваль. Ему наследовал их старший сын:

- Мануэль Гаспар Алонсо Гомес де Сандоваль Тельес-Хирон (ноябрь 1676 — 12 февраля 1732), 4-й граф де Ла-Пуэбла-де-Монтальбан, 5-й герцог де Уседа, 5-й маркиз де Бельмонте, 2-й маркиз де Менас-Альбас.
  - Супруга — Хосефа де Толедо и Португаль (1681—1754), дочь Мануэля Хоакина Гарси-Альвареса де Толедо и Португаля, 8-го графа де Оропеса, и Изабеллы Мануэлы Франсиски Марии Антонии Тельес-Хирон и Пачеко. Ему наследовал их сын:

- Франсиско Хавьер Пачеко Телеьс-Хирон (1704—1750), 5-й граф де Ла-Пуэбла-де-Монтальбан, 6-й герцог де Уседа, 6-й маркиз де Бельмонте, 3-й маркиз де Менас-Альбас.
  - Супруга — Мария Доминга Тельес-Хирон и Фернандес де Веласко, 8-я маркиза де Берланга, дочь Франсиско де Паулы Тельес-Хирона и Бенавидеса, 6-го герцога де Осуна, и Марии Ремигии дель Пилар де Веласко и Бенавидес.
  - Супруга — Мария Лусия Тельес-Хирон и Фернандес де Веласко (? — 1759), 8-я маркиза де Фромиста, 6-я маркиза де Карасена, 11-я маркиза де Берланга, дочь Франсиско де Паулы Телеьс-Хирона и Бенавидеса, 6-го герцога де Осуна. Ему наследовал его сын от второго брака:

- Андрес Мануэль Алонсо Пачеко Тельес-Хирон и Толедо (8 ноября 1728 — 10 июля 1789), 6-й граф де Ла-Пуэбла-де-Монтальбан, 7-й герцог де Уседа, 4-й маркиз де Менас-Альбас, 7-й маркиз де Бельмонте, 9-й маркиз де Фромиста, 7-й маркиз де Карасена и 12-й маркиз де Берланга.
  - Супруга — Мария де ла Портерия Фернандес де Веласко (? — 1796), 9-я графиня де Пеньяранда-де-Бракамонте, 6-я виконтесса де Саукильо, дочь Бернардино Фернандеса де Веласко и Пиментеля, 11-го герцога де Фриас. Ему наследовал их сын:

- Диего Антонио Фернандес де Веласко Лопес Пачеко и Тельес-Хирон(8 ноября 1754 — 11 февраля 1811), 7-й граф де Ла-Пуэбла-де-Монтальбан, 8-й герцог де Уседа, 13-й герцог де Фриас, 13-й герцог де Эскалона, 5-й маркиз де Менас-Альбас, 10-й маркиз де Фромиста, 8-й маркиз де Бельмонте, 8-й маркиз де Карасена, 13-й маркиз де Берланга, 7-й маркиз де Тораль, 6-й маркиз де Сильеруэло, 10-й маркиз де Харандилья, 13-й маркиз де Вильена, 8-й граф де Пинто, 7-й маркиз дель-Фресно, 11-й маркиз де Фречилья и Вильяррамьель, 10-й маркиз де Вильяр-де-Граханехос, 15-й граф де Аро, 17-й граф де Кастильново, 18-й граф де Альба-де-Листе, 10-й граф де Пеньяранда-де-Бракамонте, 18-й граф де Луна, 16-й граф де Фуэнсалида, 9-й граф де Кольменар, 15-й граф де Оропеса, 14-й граф де Алькаудете, 14-й граф де Делейтоса, граф де Салазар-де-Веласко.
  - Супруга — Франсиска де Паула де Бенавидес и Фернандес де Кордова (1763—1827), дочь Антонио де Бенавидеса и де ла Куэвы, 2-го герцога де Сантистебан-дель-Пуэрто, и Анны Марии Фернандес де Кордовы и Монкады. Ему наследовал их сын:

- Бернардино Фернандес де Веласко Пачеко и Тельес-Хирон (20 июля 1783 — 28 мая 1851), 8-й граф де ла Пуэбла-де-Монтальбан, 9-й герцог де Уседа, 14-й герцог де Фриас, 14-й герцог де Эскалона, 6-й маркиз де Менас-Альбас, 9-й маркиз де Бельмонте, 11-й маркиз де Фромиста, 9-й маркиз де Карасена, 14-й маркиз де Берланга, 8-й маркиз де Тораль, 7-й маркиз де Сильеруэло, 14-й маркиз де Вильена, 9-й граф де Пинто, 8-й маркиз дель-Фресно, 14-й маркиз де Харандилья, 12-й маркиз де Фречилья и Вильяррамьель, 11-й маркиз дель Вильяр-де-Граханехос, 16-й граф д Аро, 18-й граф де Кастильново, граф де Салазар-де-Веласко, 19-й граф де Альба-де-Листе, 11-й граф де Пеньяранда-де-Бракамонте, граф де Луна, 17-й граф де Фуэнсалида, 10-й граф де Кольменар, 16-й граф де Оропеса, 15-й граф де Алькаудете, 19-й граф де Делейтоса, граф де Вильяфлор.
  - Супруга — Анна Тереза де Сильва Базан и Вальдштейн (? — 1805), дочь Хосе Хоакина де Сильвы и Сармьенто, 9-го маркиза де Санта-Крус-де-Мудела, 10-го маркиза дель-Висо, маркиза де Байона, 6-го маркиза де Арсилькольяр, графа де Монтауто и графа де Пье-де-Конча, и Марии-Анны фон Вальдштейн. Первый брак был бездетным.
  - Супруга — Мария де ла Пьедад Рока де Тогорес и Валькарсель (1787—1830), дочь Хуна Непомусено Рока де Тогорес и Скорсия, 1-го графа де Пиноэрмосо и 12-го барона де Риудомс.
  - Супруга — Анна Хаспе и Масиас (неравный брак). Ему наследовала его дочь от второго брака:

- Бернардина Мария Фернандес де Веласко Пачеко и Тельес-Хирон и Рока де Тогорес (13 сентября 1815 — 5 сентября 1869), 9-я графиня де ла Пуэбла-де-Монтальбан, 10-я герцогиня де Уседа, 10-я маркиза де Бельмонте, 15-я маркиза де Харандилья, 16-я графиня де Альба-де-Листе и 11-я графиня де Пеньяранда-де-Бракамонте.
  - Супруг — Тирсо Мария Тельес-Хирон и Фернандес де Сантильян (1817—1871), сын Педро де Алькантары Тельес-Хирона и Альфонсо Пиментеля, 9-го маркиза де Хабалькинто, и Марии дель Росарио Фернандес де Сантилья ни Вальдивия. Ей наследовал их сын:

- Франсиско де Борха Тельес-Хирон и Фернандес де Веласко (10 октября 1839—1897), 10-й граф де ла Пуэбла-де-Монтальбан, 11-й герцог де Уседа, 16-й герцог де Эскалона, 15-й маркиз де Вильена, 20-й граф де Альба-де-Листе, 11-й граф де Пинто и 17-й граф де Оропеса.
  - Супруга — Анхела Мария Фернандес де Кордова и Перес де Баррадас (1849 — ?), дочь Луиса Томаса Фернандеса де Кордовы и Суарес де Фигероа ла Серды и Понсе де Леон, 15-го герцога де Мединасели, и Анхелы Марии Аполонии Перес де Бараадас и Бернуй, 1-й герцогини де Дения и Тарифа. Ему наследовал их старший сын:

- Луис Мария Тельес-Хирон и Фернандес де Кордова (3 марта 1870—1909), 11-й граф де ла Пуэбла-де-Монтальбан, 12-й герцог де Уседа, 17-й герцог де Эскалона, 14-й герцог де Осуна, 16-й маркиз де Вильена, 18-й граф де Уренья, 18-й граф де Оропеса. Холост и бездетен. Ему наследовал его младший брат:

- Мариано Тельес-Хирон и Фернандес де Кордова (9 сентября 1887 — 3 октября 1931), 12-й граф де ла Пуэбла-де-Монтальбан, 13-й герцог де Уседа, 18-й герцог де Эскалона, 15-й герцог де Осуна, 17-й маркиз де Вильена, 21-й граф де Альба-де-Листе, 19-й граф де Уренья и 19-й граф де Оропеса.
  - Супруга — Петра Дуке де Эстрада и Морено (1900—1985), дочь Хуана Антонио де Эстрады и Кабеса де Вака, 8-го маркиза де Вильяпанес, 5-го маркиза де Торре-Бланка-де-Альхарафе, 8-го маркиза де Каса-Эстрада, и Марии де ла Консепсьон Морено и Сулета, дочери Педро Морено де ла Сера, 5-го графа де лос Андес. Ему наследовала их единственная дочь:

- Мария Анхела Тельес-Хирон и Дуке де Эстрада (7 февраля 1925 — 29 мая 2015), 13-я графиня де ла Пуэбла-де-Монтальбан, 14-я герцогиня де Уседа, 16-я герцогиня де Осуна, 20-я герцогиня де Медина-де-Риосеко, 17-я герцогиня де Бенавенте, 16-я герцогиня де Аркос, 19-я герцогиня де Гандия, 19-я герцогиня де Эскалона, 18-я маркиза де Берланга, 14-я маркиза де Бельмонте, 19-я маркиза де Вильена, 12-я маркиза де Хабалькинто, 18-я маркиза де Фречилья и Вильяррамьель, 12-я маркиза де Тораль, 19-я маркиза де Ломбай, 15-я маркиза де Фромиста, 20-я графиня де Уренья, 17-я графиня де Пеньяранда-де-Бракамонте, 20-я графиня де Фуэнсалида, 15-я графиня де Пинто, 19-я графиня де Алькаудете, 20-я графиня де Оропеса и графиня де Салазар-де-Веласко.
  - Супруг — Педро де Солис-Бомонт и Лассо де ла Вега (1916—1959), маркиз де Валенсиана и маркиз де лас Торрес и де ла Пресса
  - Супруг — Хосе Мария де Латорре и Монтальво (1923—1991), 6-й маркиз де Монтемусо. Ей наследовала её старшая дочь от первого брака:

- Анхела Мария де Солис-Бомонт и Тельес-Хирон (род. 21 ноября 1950), 14-й графиня де ла Пуэбла-де-Монтальбан, 17-я герцогиня де Осуна.
  - Супруг — Альваро де Уллоа и Суэльвес (род. 1950), 11-й маркиз де Кастро-Серна и 14-й граф де Аданеро.